# Gromada Lyski
Die Gromada Lyski war eine Verwaltungseinheit in der Volksrepublik Polen zwischen 1954 und 1972. Verwaltet wurde die Gromada vom Gromadzka Rada Narodowa, dessen Sitz in Lyski befand und aus 26 Mitgliedern bestand.
Die Gromada Lyski gehörte zum Powiat Rybnicki in der Woiwodschaft Katowice (damals Stalinogród) sie bestand aus den Dörfern Bogunice, Nowa Wieś (einige Teile fielen an die Gromada Pstrążna), Lyski und Sumina, die zuvor bereits Gromadas waren in der aufgelösten Gmina Lyski.
Mit der Gebietsreform zum 1. Januar 1973 wurde die Gromada Lyski aufgelöst und die Gmina Lyski wurde wieder gebildet.
1. ↑  Gromadas bestanden auch nach dem Zweiten Weltkrieg als Hilfseinheit der Gemeinden.